# Cristoforo Marzaroli
Cristoforo Marzaroli (Salsomaggiore, 13 marzo 1836 – Parma, 23 febbraio 1871) è stato uno scultore italiano.

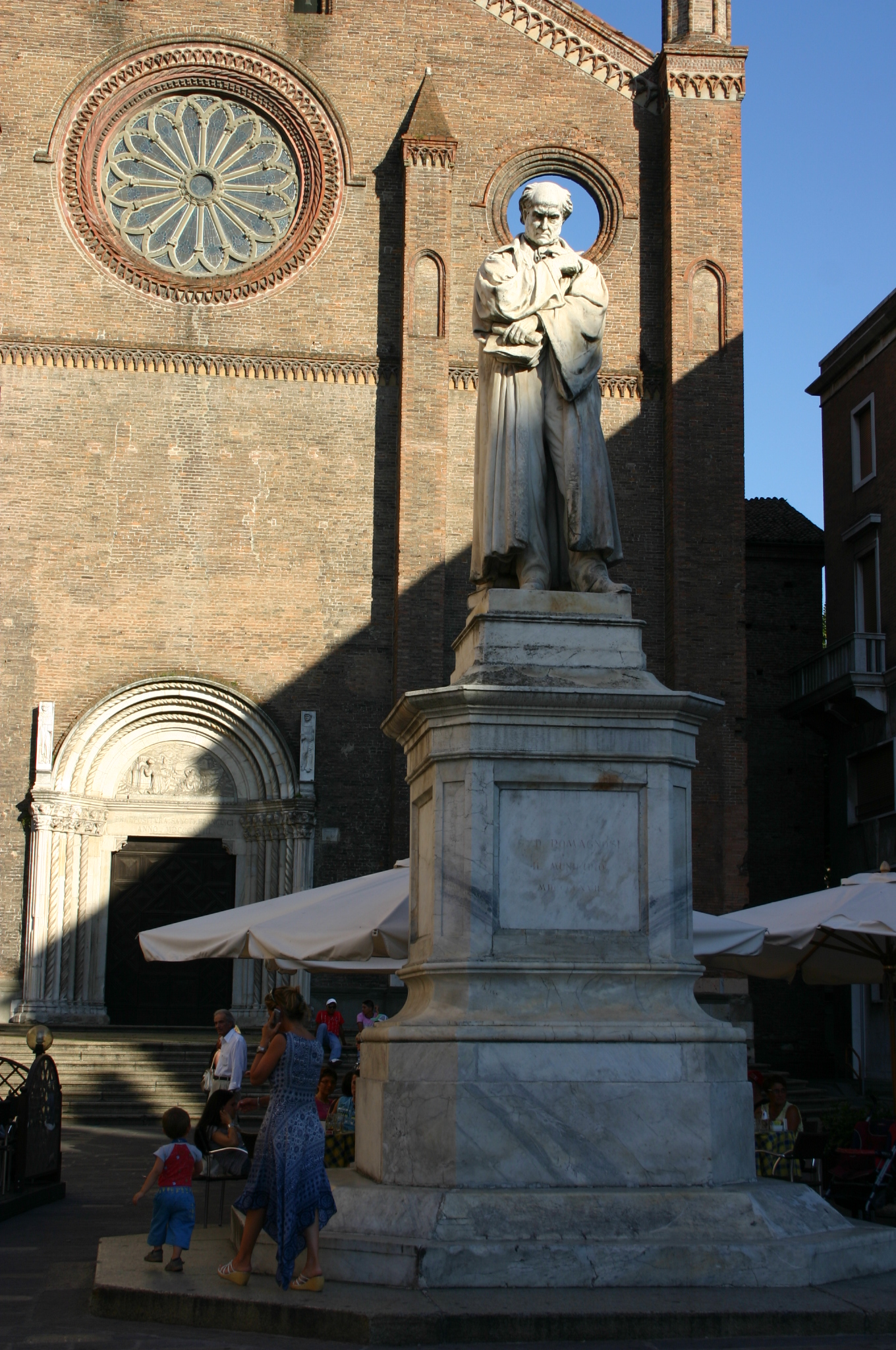
La statua di Gian Domenico Romagnosi a Piacenza.

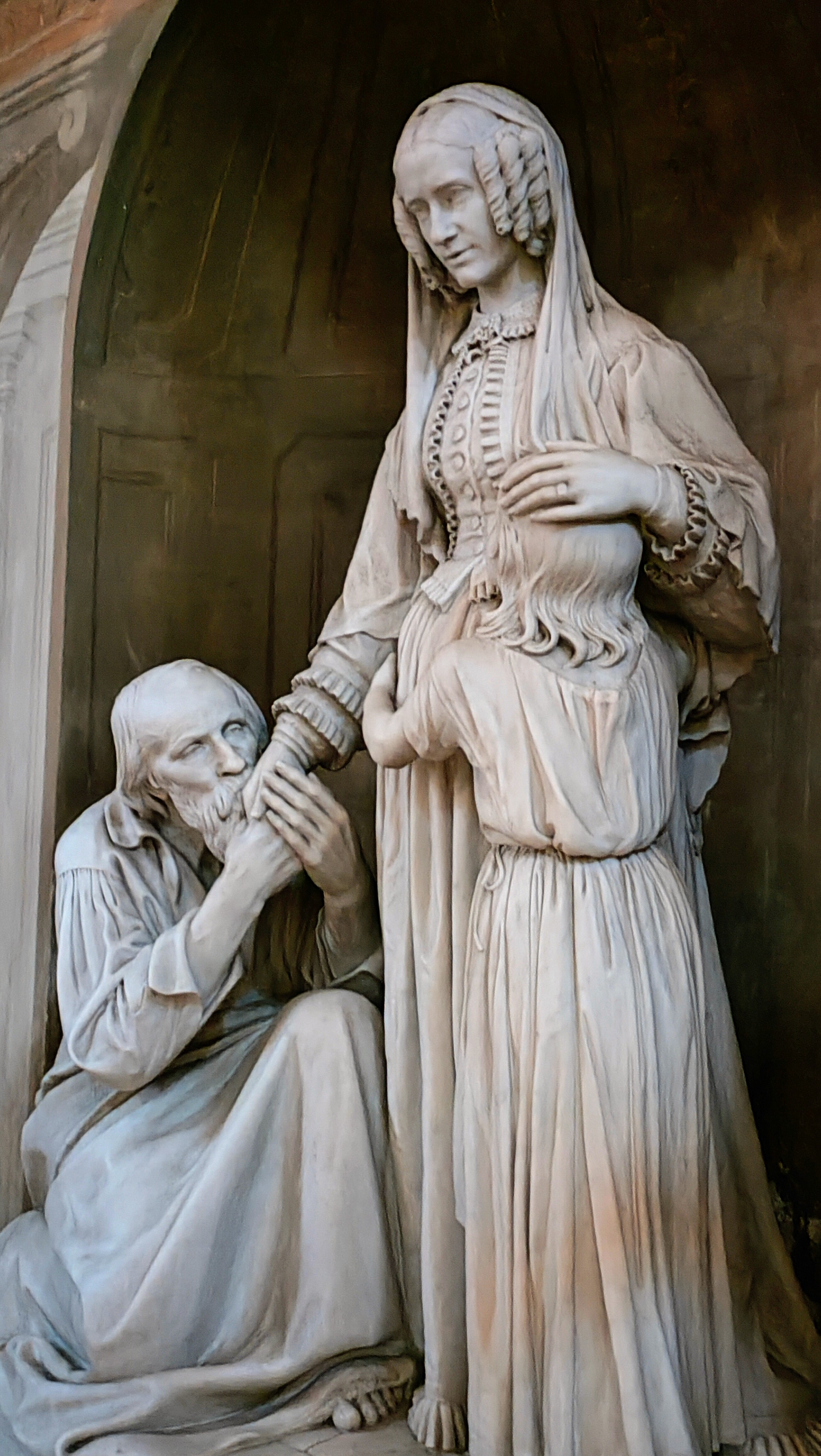
Il monumento funebre di Albertina Sanvitale in San Giovanni Evangelista a Parma

Dopo aver studiato all'Accademia di Belle Arti di Parma si dedicò all'attività di scultore. Sua è una figura allegorica di donna per Porta Nino Bixio, già Porta San Francesco, a Parma, e il monumento funebre di Albertina Sanvitale nell'abbazia di San Giovanni Evangelista di Parma.
Nel 1867 scolpì la grande statua marmorea di Gian Domenico Romagnosi posta davanti alla chiesa di San Francesco a Piacenza. L'anno precedente aveva invece eseguito la scultura La strega, ora conservata nel Museo d'Antichità di Parma. Presso il Liceo artistico Paolo Toschi di Parma è conservata una sua statua in gesso del Parmigianino. 
Morì all'età di soli 35 anni per un attacco di tisi, malattia che da vari anni lo minava.
Anche suo figlio Alessandro è stato un valente scultore.
A Pama gli è intitolata una via del quartiere Lubiana.